# Irene Paleóloga (imperatriz da Bulgária)
Irene Paleóloga (em grego: Ειρήνη Παλαιολογίνα; em búlgaro:  Ирина Палеологина) foi uma imperatriz-consorte da Bulgária, esposa de João Asen III. Ela era filha do imperador bizantino Miguel VIII Paleólogo e da imperatriz Teodora Ducena Vatatzina.

## História
Temendo o rápido crescimento da Revolta de Lacanas no Império Búlgaro, Miguel VIII mandou chamar João Asen, um descendente da dinastia reinante búlgara (ele era filho de Mitso Asen, imperador em 1256-1257) que vivia em Constantinopla, concedeu-lhe o título de déspota e casou-o com sua filha Irene em 1277 ou 1278. Em seguida, ele enviou diversos exércitos bizantinos para tentar colocá-lo no trono de fato. A imperatriz-mãe da Bulgária, Maria Cantacuzena, que detestava Miguel, aliou-se a Lacanas ao casar-se com ele em troca de reconhecê-lo como imperador da Bulgária. Ele, por sua vez, garantiu a sucessão do filho de Maria, Miguel Asen II. Mesmo tendo derrotado todas as tentativas de Miguel VIII, Lacanas acabou encurralado por três meses na fortaleza de Drastar (Silistra) pelas forças mongóis da Horda Dourada, aliadas de Miguel VIII. Aproveitando-se da situação, as forças bizantinas cercaram a capital búlgara, Tarnovo, e, em meio a rumores da morte de Lacanas, os boiardos locais se renderam e declararam-se leais a João Asen III em 1279. Irene foi proclamada tsarina da Bulgária.
Maria e Miguel Asen II foram depostos e exilados em Constantinopla, mas João Asen III e Irene não conseguiram se firmar no trono. Os historiadores bizantinos afirmam que o casal não se sentia confortável vivendo numa corte infestada de inimigos. Para piorar, Lacanas conseguiu escapar e apareceu na capital com seu exército, cercando-a e derrotando as duas tentativas de Miguel VIII de libertá-lo. Desesperado, João Asen e Irene fugiram com os tesouros do palácio (inclusive algumas peças capturadas dos bizantinos no passado) em 1280. Ao chegaram em Mesembria, o casal imperial embarcou para Constantinopla, o que enfureceu Miguel VIII pela covardia. 
Jorge Paquimeres relata que em 1305, Irene tentou organizar um motim contra seu irmão, Andrônico II Paleólogo, para se vingar do assassinato de seu genro, Rogério da Flor. O complô foi descoberto e Irene terminou em prisão domiciliar.

## Família
De seu casamento com João Asen III, Irene teve:
- Miguel Asan, titular do trono da Bulgária.

1. Andrônico Asan, pai de Irene Asanina, imperatriz bizantina, esposa de João VI Cantacuzeno.
2. Isaac Asan.
3. Manuel Asan.
4. Constantino Asan.
5. Teodora Asanina, casada com Fernando Jimenez de Aunez e, depois, com Manuel Tagares.
6. Maria Asanina, esposa de Rogério da Flor.

João Asen e Irene foram os progenitores de uma grade e influente família bizantina, os Asan (ou Asanes), que prosperou e cujos membros alcançaram diversas posições importantes na corte ou nas províncias até o fim do império no século XV. Um dos descendentes de Irene, Irene Asanina (filha de seu filho Andrônico) casou-se com o imperador bizantino João VI Cantacuzeno e, através da filha deles, Helena (que casou-se com João V Paleólogo), Irene tornou-se ancestral de todos os demais imperadores bizantinos.